# Az NBA-drafton első helyen választott játékosok listája

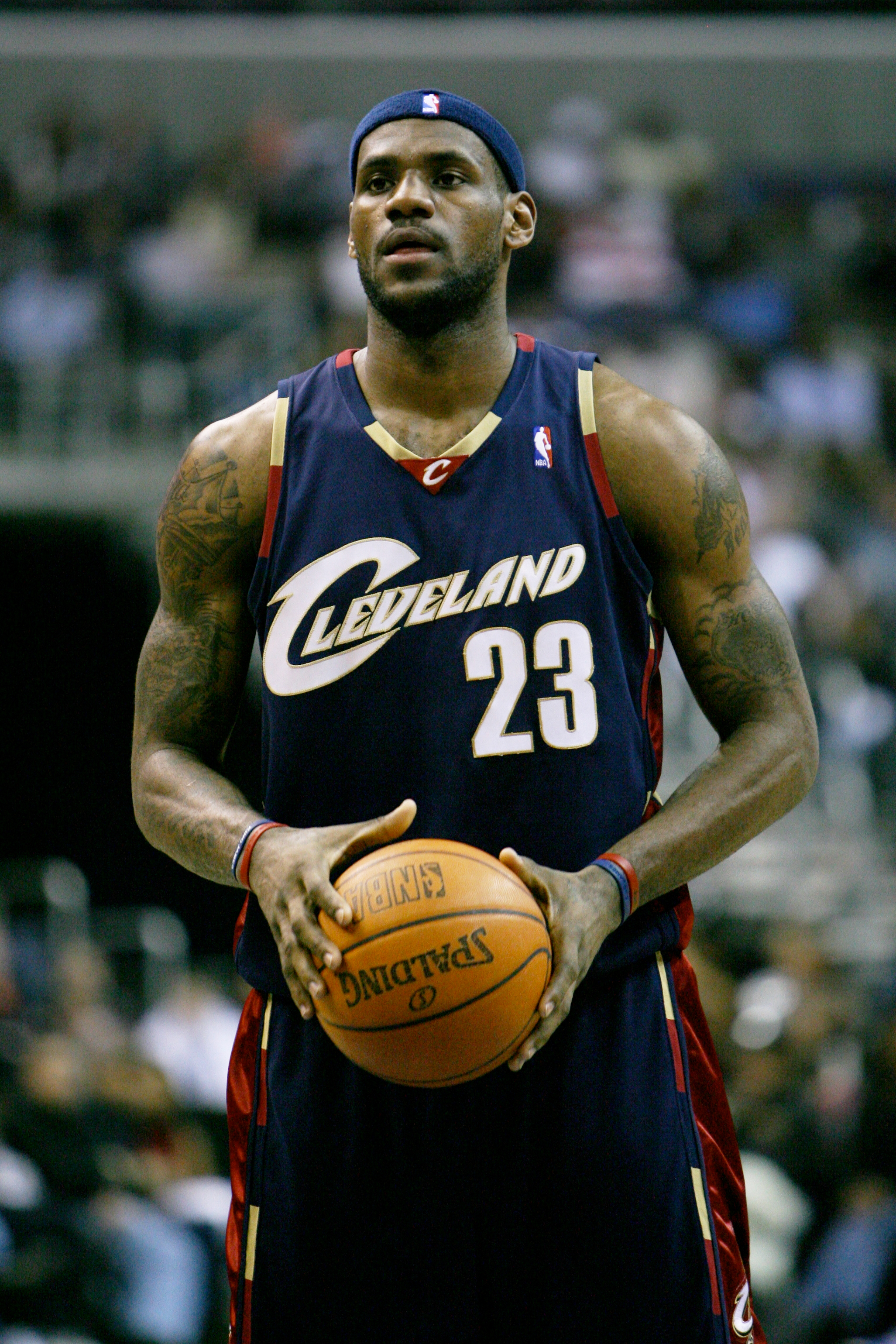
A középiskolából első helyen kiválasztott LeBron James a draft történetének egyik legnagyobb figyelmet vonzó játékosa volt

Az évente megrendezett NBA-drafton az első választás jogát mindig az a csapat kapja meg, ami megnyerni a draft-lottót. Leggyakrabban ezek a csapatok több mérkőzést vesztettek el az előző szezonban, mint nyertek. Az első helyen választó csapatot és az általuk választott játékost mindig nagy figyelem veszi körbe.
Tizenegy első választás lett később a liga legértékesebb játékosa: Oscar Robertson, Kareem Abdul-Jabbar (hatszor, rekord), Bill Walton, Magic Johnson (háromszor), Hakeem Olajuwon, David Robinson, Shaquille O’Neal, Allen Iverson, Tim Duncan (kétszer), LeBron James (négyszer) és Derrick Rose (legfiatalabb győztes).
A kínai Jao Ming (2002), az olasz Andrea Bargnani (2006) és a francia Victor Wembanyama (2023), illetve Zaccharie Risacher (2024) azok a játékosok, akiket úgy választottak az első helyen, hogy korábban nem játszottak az Egyesült Államokban. Tizenegy olyan játékost választottak az első helyen, aki egyetemre az Egyesült Államokba járt, de nem ott született: Mychal Thompson (Bahamák) 1978-ban, Olajuwon (Nigéria) 1984-ben, Patrick Ewing (Jamaica) 1985-ben, Duncan (Virgin-szigetek) 1997-ben, Michael Olowokandi (Nigéria) 1998-ban, Andrew Bogut (Ausztrália) 2005-ben, Kyrie Irving (Ausztrália) 2011-ben, Anthony Bennett (Kanada) 2013-ban, Andrew Wiggins (Kanada) 2014-ben, Ben Simmons (Ausztrália) 2016-ban és Deandre Ayton (Bahamák) 2018-ban. Duncan amerikai állampolgár, de nemzetközi játékosnak tekinti az NBA, mert nem az ötven állam egyikében vagy Washingtonban született. Ewing jamaicai-amerikai állampolgár volt, mikor kiválasztották, míg Irving és Simmons amerikai és ausztrál állampolgársággal is rendelkeztek.
1947 és 1949 között a draftokat a Basketball Association of America (BAA) tartotta. A BAA lett később a National Basketball Association, miután a National Basketball League beleolvadt a ligába, 1949-ben.

## Lista
| ^    | Játékosok, akiket beválasztottak egy All Star-csapatba vagy egy All-NBA-csapatba |
| ^*   | Beválasztották Naismith Memorial Basketball Hall of Fame-be                      |
| P/M  | Átlagolt pontok mérkőzésenként                                                   |
| GP/M | Átlagolt gólpasszok mérkőzésenként                                               |
| LP/M | Átlagolt lepattanók mérkőzésenként                                               |
| Dőlt | Az év újonca                                                                     |

| Draft | Választó csapat         | Játékos             | Nemzetiség                     | Poszt         | Iskola/Előző csapat             | Újonc szezon | Újonc szezon | Újonc szezon |
| Draft | Választó csapat         | Játékos             | Nemzetiség                     | Poszt         | Iskola/Előző csapat             | P/M          | LP/M         | GP/M         |
| ----- | ----------------------- | ------------------- | ------------------------------ | ------------- | ------------------------------- | ------------ | ------------ | ------------ |
| 1947  | Pittsburgh Ironmen      | Clifton McNeely     | Egyesült Államok               | Hátvéd        | Texas Wesleyan                  | —            | —            | —            |
| 1948  | Providence Steamrollers | Andy Tonkovich      | Egyesült Államok               | Hátvéd/Csatár | Marshall                        | 2,6          | —            | 0,6          |
| 1949  | Providence Steamrollers | Howie Shannon       | Egyesült Államok               | Center        | Kansas State                    | 13,4         | —            | 2,3          |
| 1950  | Boston Celtics          | Charlie Share       | Egyesült Államok               | Center        | Bowling Green                   | 3,9          | 5,3          | 1,0          |
| 1951  | Baltimore Bullets       | Gene Melchiorre     | Egyesült Államok               | Hátvéd        | Bradley                         | —            | —            | —            |
| 1952  | Milwaukee Hawks         | Mark Workman        | Egyesült Államok               | Center        | Nyugat-Virginia                 | 5,1          | 3,0          | 0,6          |
| 1953  | Baltimore Bullets       | Ray Felix^          | Egyesült Államok               | Hátvéd/Csatár | Long Island                     | 17,6         | 13,3         | 1,1          |
| 1954  | Baltimore Bullets       | Frank Selvy^        | Egyesült Államok               | Csatár/Center | Furman                          | 19,0         | 5,5          | 3,5          |
| 1955  | Milwaukee Hawks         | Dick Ricketts       | Egyesült Államok               | Hátvéd/Csatár | Duquesne                        | 8,9          | 7,2          | 3,0          |
| 1956  | Rochester Royals        | Sihugo Green        | Egyesült Államok               | Hátvéd/Csatár | Duquesne                        | 11,5         | 5,2          | 3,6          |
| 1957  | Cincinnati Royals       | Rod Hundley^        | Egyesült Államok               | Hátvéd        | Nyugat-Virginia                 | 7,0          | 2,9          | 1,9          |
| 1958  | Minneapolis Lakers      | Elgin Baylor^*      | Egyesült Államok               | Csatár        | Seattle                         | 24,9         | 15,0         | 4,1          |
| 1959  | Cincinnati Royals       | Bob Boozer^         | Egyesült Államok               | Csatár        | Kansas State                    | 8,4          | 6,2          | 1,4          |
| 1960  | Cincinnati Royals       | Oscar Robertson^*   | Egyesült Államok               | Hátvéd/Csatár | Cincinnati                      | 30,5         | 10,1         | 9,7          |
| 1961  | Chicago Packers         | Walt Bellamy^*      | Egyesült Államok               | Center        | Indiana                         | 31,6         | 19,0         | 2,7          |
| 1962  | Chicago Zephyrs         | Bill McGill         | Egyesült Államok               | Csatár/Center | Utah                            | 7,4          | 2,7          | 0,6          |
| 1963  | New York Knicks         | Art Heyman          | Egyesült Államok               | Csatár/Hátvéd | Duke                            | 15,4         | 4,0          | 3,4          |
| 1964  | New York Knicks         | Jim Barnes          | Egyesült Államok               | Center/Csatár | Texas Western                   | 15,5         | 9,7          | 1,2          |
| 1965  | San Francisco Warriors  | Fred Hetzel         | Egyesült Államok               | Csatár/Center | Davidson                        | 6,8          | 5,2          | 0,5          |
| 1966  | New York Knicks         | Cazzie Russell^     | Egyesült Államok               | Csatár/Hátvéd | Michigan                        | 11,3         | 3,3          | 2,4          |
| 1967  | Detroit Pistons         | Jimmy Walker^       | Egyesült Államok               | Hátvéd        | Providence                      | 8,8          | 1,7          | 2,8          |
| 1968  | San Diego Rockets       | Elvin Hayes^*       | Egyesült Államok               | Center/Csatár | Houston                         | 28,4         | 17,1         | 1,4          |
| 1969  | Milwaukee Bucks         | Lew Alcindor^*      | Egyesült Államok               | Center        | UCLA                            | 28,8         | 14,5         | 4,1          |
| 1970  | Detroit Pistons         | Bob Lanier^*        | Egyesült Államok               | Center        | St. Bonaventure                 | 15,6         | 8,1          | 1,8          |
| 1971  | Cleveland Cavaliers     | Austin Carr^        | Egyesült Államok               | Hátvéd        | Notre Dame                      | 21,2         | 3,5          | 3,4          |
| 1972  | Portland Trail Blazers  | LaRue Martin        | Egyesült Államok               | Center        | Loyola (Illinois)               | 4,4          | 4,6          | 0,5          |
| 1973  | Philadelphia 76ers      | Doug Collins^       | Egyesült Államok               | Hátvéd/Csatár | Illinois State                  | 8,0          | 1,8          | 1,6          |
| 1974  | Portland Trail Blazers  | Bill Walton^*       | Egyesült Államok               | Center        | UCLA                            | 12,8         | 12,6         | 4,8          |
| 1975  | Atlanta Hawks           | David Thompson^*    | Egyesült Államok               | Csatár/Hátvéd | NC State                        | 26,0         | 6,3          | 3,7          |
| 1976  | Houston Rockets         | John Lucas          | Egyesült Államok               | Hátvéd        | Maryland                        | 11,1         | 2,7          | 5,6          |
| 1977  | Milwaukee Bucks         | Kent Benson         | Egyesült Államok               | Center        | Indiana                         | 7,7          | 4,3          | 1,4          |
| 1978  | Portland Trail Blazers  | Mychal Thompson     | Bahama-szigetek                | Csatár/Center | Minnesota                       | 14,7         | 8,3          | 2,4          |
| 1979  | Los Angeles Lakers      | Magic Johnson^*     | Egyesült Államok               | Hátvéd/Csatár | Michigan State                  | 18,0         | 7,7          | 7,3          |
| 1980  | Golden State Warriors   | Joe Barry Carroll^  | Egyesült Államok               | Center        | Purdue                          | 18,9         | 9,3          | 1,4          |
| 1981  | Dallas Mavericks        | Mark Aguirre^       | Egyesült Államok               | Csatár        | DePaul                          | 18,7         | 4,9          | 3,2          |
| 1982  | Los Angeles Lakers      | James Worthy^*      | Egyesült Államok               | Csatár        | Észak-Karolina                  | 13,4         | 5,2          | 1,7          |
| 1983  | Houston Rockets         | Ralph Sampson^*     | Egyesült Államok               | Center        | Virginia                        | 21,0         | 11,1         | 2,0          |
| 1984  | Houston Rockets         | Akeem Olajuwon^*    | Nigéria                        | Center        | Houston                         | 20,6         | 11,9         | 1,4          |
| 1985  | New York Knicks         | Patrick Ewing^*     | Egyesült Államok               | Center        | Georgetown                      | 20,0         | 9,0          | 2,0          |
| 1986  | Cleveland Cavaliers     | Brad Daugherty^     | Egyesült Államok               | Center        | Észak-Karolina                  | 15,7         | 8,1          | 3,8          |
| 1987  | San Antonio Spurs       | David Robinson^*    | Egyesült Államok               | Center        | Haditengerészeti Akadémia       | 24,3         | 12,0         | 2,0          |
| 1988  | Los Angeles Clippers    | Danny Manning^      | Egyesült Államok               | Csatár        | Kansas                          | 16,7         | 6,6          | 3,1          |
| 1989  | Sacramento Kings        | Pervis Ellison      | Egyesült Államok               | Center        | Louisville                      | 8,0          | 5,8          | 1,9          |
| 1990  | New Jersey Nets         | Derrick Coleman^    | Egyesült Államok               | Csatár/Center | Syracuse                        | 18,4         | 10,3         | 2,2          |
| 1991  | Charlotte Hornets       | Larry Johnson^      | Egyesült Államok               | Csatár        | UNLV                            | 19,2         | 11,0         | 3,6          |
| 1992  | Orlando Magic           | Shaquille O’Neal^*  | Egyesült Államok               | Center        | LSU                             | 23,4         | 13,9         | 1,9          |
| 1993  | Orlando Magic           | Chris Webber^*      | Egyesült Államok               | Csatár        | Michigan                        | 17,5         | 9,1          | 3,6          |
| 1994  | Milwaukee Bucks         | Glenn Robinson^     | Egyesült Államok               | Csatár        | Purdue                          | 21,9         | 6,4          | 2,5          |
| 1995  | Golden State Warriors   | Joe Smith           | Egyesült Államok               | Csatár        | Maryland                        | 15,3         | 8,7          | 1,0          |
| 1996  | Philadelphia 76ers      | Allen Iverson^*     | Egyesült Államok               | Hátvéd        | Georgetown                      | 23,5         | 4,1          | 7,5          |
| 1997  | San Antonio Spurs       | Tim Duncan^*        | Egyesült Államok               | Csatár/Center | Wake Forest                     | 21,1         | 11,9         | 2,7          |
| 1998  | Los Angeles Clippers    | Michael Olowokandi  | Nigéria                        | Center        | Pacific                         | 8,9          | 7,9          | 0,6          |
| 1999  | Chicago Bulls           | Elton Brand^        | Egyesült Államok               | Csatár        | Duke                            | 20,1         | 10,0         | 1,9          |
| 2000  | New Jersey Nets         | Kenyon Martin^      | Egyesült Államok               | Csatár        | Cincinnati                      | 12,0         | 7,4          | 1,9          |
| 2001  | Washington Wizards      | Kwame Brown         | Egyesült Államok               | Center        | Glynn Akadémia (Brunswick)      | 4,5          | 3,5          | 0,8          |
| 2002  | Houston Rockets         | Jao Ming^*          | Kína                           | Center        | Shanghai Sharks (Kína)          | 13,5         | 8,2          | 1,7          |
| 2003  | Cleveland Cavaliers     | LeBron James^       | Egyesült Államok               | Csatár        | St. Vincent–St. Mary HS (Akron) | 20,9         | 5,5          | 5,9          |
| 2004  | Orlando Magic           | Dwight Howard^      | Egyesült Államok               | Center        | SACA (Atlanta)                  | 12,0         | 10,0         | 0,9          |
| 2005  | Milwaukee Bucks         | Andrew Bogut^       | Ausztrália                     | Center        | Utah                            | 9,4          | 7,0          | 2,3          |
| 2006  | Toronto Raptors         | Andrea Bargnani     | Olaszország                    | Csatár/Center | Benetton Treviso (Olaszország)  | 11,6         | 3,9          | 0,8          |
| 2007  | Portland Trail Blazers  | Greg Oden           | Egyesült Államok               | Center        | Ohio State                      | 8,9          | 7,0          | 0,5          |
| 2008  | Chicago Bulls           | Derrick Rose^       | Egyesült Államok               | Hátvéd        | Memphis                         | 16,8         | 3,9          | 6,3          |
| 2009  | Los Angeles Clippers    | Blake Griffin^      | Egyesült Államok               | Csatár        | Oklahoma                        | 22,5         | 12,1         | 3,8          |
| 2010  | Washington Wizards      | John Wall^          | Egyesült Államok               | Hátvéd        | Kentucky                        | 16,4         | 4,6          | 8,3          |
| 2011  | Cleveland Cavaliers     | Kyrie Irving^       | Egyesült Államok               | Hátvéd        | Duke                            | 18,5         | 3,7          | 5,4          |
| 2012  | New Orleans Hornets     | Anthony Davis^      | Egyesült Államok               | Csatár/Center | Kentucky                        | 13,5         | 8,2          | 1,0          |
| 2013  | Cleveland Cavaliers     | Anthony Bennett     | Kanada                         | Csatár        | UNLV                            | 4,2          | 3,0          | 0,3          |
| 2014  | Cleveland Cavaliers     | Andrew Wiggins^     | Kanada                         | Csatár/Hátvéd | Kansas                          | 16,9         | 4,6          | 2,1          |
| 2015  | Minnesota Timberwolves  | Karl-Anthony Towns^ | Dominikai Köztársaság          | Center        | Kentucky                        | 18,3         | 10,4         | 2,0          |
| 2016  | Philadelphia 76ers      | Ben Simmons^        | Ausztrália                     | Csatár/Hátvéd | LSU                             | 15,8         | 8,1          | 8,2          |
| 2017  | Philadelphia 76ers      | Markelle Fultz      | Egyesült Államok               | Hátvéd        | Washington                      | 7,1          | 3,1          | 3,8          |
| 2018  | Phoenix Suns            | Deandre Ayton       | Bahama-szigetek                | Center        | Arizona                         | 16,3         | 10,3         | 1,8          |
| 2019  | New Orleans Pelicans    | Zion Williamson^    | Egyesült Államok               | Csatár        | Duke                            | 22,5         | 6,3          | 2,1          |
| 2020  | Minnesota Timberwolves  | Anthony Edwards^    | Egyesült Államok               | Hátvéd        | Georgia                         | 19,3         | 4,7          | 2,9          |
| 2021  | Detroit Pistons         | Cade Cunningham     | Egyesült Államok               | Hátvéd        | Oklahoma State                  | 17,4         | 5,5          | 5,6          |
| 2022  | Orlando Magic           | Paolo Banchero^     | Olaszország · Egyesült Államok | Csatár        | Duke                            | 20,0         | 6,9          | 3,7          |
| 2023  | San Antonio Spurs       | Victor Wembanyama   | Franciaország                  | Csatár        | Metropolitans 92                | 21,4         | 10,6         | 3,9          |
| 2024  | Atlanta Hawks           | Zaccharie Risacher  | Franciaország                  | Csatár        | JL Bourg                        | 12,6         | 3,6          | 1,2          |
| 2025  | Dallas Mavericks        | Cooper Flagg        | Egyesült Államok               | Hátvéd        | Duke                            |              |              |              |

## Országonként
| # | Nemzetiség            | Választások | Legutóbbi első választott |
| - | --------------------- | ----------- | ------------------------- |
| 1 | Egyesült Államok      | 66          | 2025                      |
| 2 | Ausztrália            | 2           | 2016                      |
| 2 | Bahama-szigetek       | 2           | 2018                      |
| 2 | Kanada                | 2           | 2014                      |
| 2 | Nigéria               | 2           | 1998                      |
| 2 | Olaszország           | 2           | 2022                      |
| 2 | Franciaország         | 2           | 2024                      |
| 8 | Dominikai Köztársaság | 1           | 2015                      |
| 8 | Kína                  | 1           | 2002                      |

## Csapatonként
| #  | Csapat                                       | Választások | Legutóbbi első választott |
| -- | -------------------------------------------- | ----------- | ------------------------- |
| 1  | Cleveland Cavaliers                          | 6           | 2014                      |
| 2  | San Diego/Houston Rockets                    | 5           | 2002                      |
| 2  | Rochester/Cincinnati Royals/Sacramento Kings | 5           | 1989                      |
| 4  | Milwaukee Bucks                              | 4           | 2005                      |
| 4  | New York Knicks                              | 4           | 1985                      |
| 4  | Philadelphia 76ers                           | 4           | 2017                      |
| 4  | Portland Trail Blazers                       | 4           | 2007                      |
| 4  | Washington Wizards/Chicago Packers/Zephyrs   | 4           | 2010                      |
| 4  | Milwaukee/Atlanta Hawks                      | 4           | 2024                      |
| 10 | Baltimore Bullets                            | 3           | 1954                      |
| 10 | Detroit Pistons                              | 3           | 2021                      |
| 10 | Los Angeles Clippers                         | 3           | 2009                      |
| 10 | Minneapolis/Los Angeles Lakers               | 3           | 1982                      |
| 10 | San Francisco/Golden State Warriors          | 3           | 1995                      |
| 10 | San Antonio Spurs                            | 3           | 2023                      |
| 16 | Chicago Bulls                                | 2           | 2008                      |
| 16 | Minnesota Timberwolves                       | 2           | 2020                      |
| 16 | New Orleans Pelicans/Hornets                 | 2           | 2019                      |
| 16 | New Jersey Nets                              | 2           | 2000                      |
| 16 | Orlando Magic                                | 2           | 2022                      |
| 16 | Providence Steamrollers                      | 2           | 1949                      |
| 22 | Boston Celtics                               | 1           | 1950                      |
| 22 | Charlotte Hornets                            | 1           | 1991                      |
| 22 | Dallas Mavericks                             | 1           | 1981                      |
| 22 | Phoenix Suns                                 | 1           | 2018                      |
| 22 | Pittsburgh Ironmen                           | 1           | 1947                      |
| 22 | Toronto Raptors                              | 1           | 2006                      |